# گوربیاض (فکه)
گوربیاض (به ترکی استانبولی: Görbeyaz) یک منطقهٔ مسکونی در ترکیه است که در قوزان (ترکیه) واقع شده‌است.